# Life Goes On (bài hát của BTS)
"Life Goes On" là một bài hát của nhóm nhạc nam Hàn Quốc BTS và là bài hát chủ đề trong album phòng thu tiếng Hàn thứ năm của nhóm, Be (2020). Nó được phát hành vào ngày 20 tháng 11 năm 2020, thông qua Big Hit Entertainment và Columbia Records.
"Life Goes On" đã ra mắt ở vị trí số 1 trên Billboard Hot 100 và trở thành đĩa đơn quán quân thứ ba của nhóm tại Hoa Kỳ cũng như là bài hát tiếng Hàn đầu tiên đứng đầu bảng xếp hạng.

## Bối cảnh
Sau khi hoãn chuyến lưu diễn Map of the Soul Tour do đại dịch COVID-19, nhóm đã bắt đầu quá trình sản xuất album mới. Big Hit chính thức công bố Be vào ngày 27 tháng 9 năm 2020, nói rằng album "truyền tải thông điệp hàn gắn cho thế giới bằng cách tuyên bố, 'Ngay cả khi đối mặt với điều bình thường mới, cuộc sống của chúng ta vẫn tiếp diễn'" trong một thông cáo báo chí. "Life Goes On" được công bố là bài hát chủ đề của album vào ngày 30 tháng 10.

## Sáng tác
"Life Goes On" được mô tả là một bài hát alternative hip hop và synth-pop kết hợp với acoustic guitar. Lời bài hát chứa đựng thông điệp nâng cao tinh thần và mang lại hy vọng cho người hâm mộ trong thời kỳ đại dịch.

## Diễn biến thương mại 
"Life Goes On" ra mắt ở vị trí số 1 trên bảng xếp hạng Billboard Hot 100, trở thành đĩa đơn quán quân thứ ba của nhóm tại Mỹ. Kết quả là nhóm đã đạt được 3 bài hát quán quân nhanh nhất kể từ Bee Gees trong thập niên 1977-78. Đây là bài hát đầu tiên đứng đầu Billboard Hot 100 được hát chủ yếu bằng tiếng Hàn. Bài hát đã bán được 150,000 bản trong tuần đầu tiên, bao gồm 129,000 lượt tải kỹ thuật số và 20,000 bản vật lý. Bài hát rời khỏi bảng xếp hạng sau 4 tuần, trở thành cú nhảy khỏi bảng xếp hạng lớn nhất mọi thời đại.

## Video âm nhạc
Vào ngày 17 tháng 11, Big Hit đã phát hành một đoạn trailer dài 26 giây. Một ngày sau, đoạn trailer ngắn thứ hai dài 22 giây được phát hành. Video âm nhạc cùng với album được phát hành vào ngày 20 tháng 11, được đạo diễn bởi thành viên Jungkook của BTS.
Trong video, các thành viên đi lang thang trong ký túc xá của họ, V chở họ đi xung quanh, họ xem phim và biểu diễn bài hát trong một sân vận động trống.
Video đã trở thành video được xem nhiều nhất trên YouTube trong 24 giờ đầu tiên, thu về hơn 71,6 triệu lượt xem.

## Biểu diễn trực tiếp
BTS đã biểu diễn "Life Goes On" cùng với "Dynamite" tại lễ trao giải American Music Awards năm 2020, vào ngày 22 tháng 11 năm 2020. Ngày hôm sau, họ biểu diễn trong chương trình Good Morning America và chương trình The Late Late Show with James Corden vào ngày 24 tháng 11.

## Nhân sự
Các khoản ghi chú được trích từ Big Hit.
- BTS – thanh nhạc
  - J-Hope – nhạc sĩ
  - RM – nhạc sĩ
  - Suga – nhạc sĩ
- Pdogg – nhà sản xuất, nhạc sĩ
- Antonina Armato – nhạc sĩ
- Chris James – nhạc sĩ
- Ruuth – nhạc sĩ

## Bảng xếp hạng
| Bảng xếp hạng (2020)                     | Vị trí cao nhất |
| ---------------------------------------- | --------------- |
| Argentina (Argentina Hot 100)            | 59              |
| Úc (ARIA)                                | 27              |
| Áo (Ö3 Austria Top 40)                   | 34              |
| Bỉ (Ultratip Flanders)                   | 16              |
| Canada (Canadian Hot 100)                | 8               |
| Cộng hòa Séc (Singles Digitál Top 100)   | 49              |
| Châu Âu Digital Song Sales (Billboard)   | 2               |
| Pháp (SNEP)                              | 80              |
| Đức (GfK)                                | 37              |
| Thế giới Global 200 (Billboard)          | 1               |
| Greece (IFPI)                            | 20              |
| Hungary (Single Top 40)                  | 1               |
| India (IMI)                              | 20              |
| Ireland (IRMA)                           | 19              |
| Ý (FIMI)                                 | 61              |
| Japan (Japan Hot 100)                    | 10              |
| Lithuania (AGATA)                        | 3               |
| Malaysia (RIM)                           | 1               |
| Mexico (Billboard Mexico Airplay)        | 50              |
| Mexico (Billboard Mexico Ingles Airplay) | 14              |
| Hà Lan (Single Top 100)                  | 71              |
| New Zealand (Recorded Music NZ)          | 33              |
| Scotland (OCC)                           | 1               |
| Singapore (RIAS)                         | 1               |
| Slovakia (Singles Digitál Top 100)       | 30              |
| South Korea (Gaon)                       | 3               |
| South Korea (K-pop Hot 100)              | 2               |
| Spain (PROMUSICAE)                       | 76              |
| Thụy Điển (Sverigetopplistan)            | 87              |
| Thụy Sĩ (Schweizer Hitparade)            | 23              |
| Anh Quốc (OCC)                           | 10              |
| Hoa Kỳ Billboard Hot 100                 | 1               |
| Hoa Kỳ Digital Song Sales (Billboard)    | 1               |
| US Rolling Stone Top 100                 | 11              |

| Bảng xếp hạng (2020)    | Vị trí |
| ----------------------- | ------ |
| Hungary (Single Top 40) | 83     |
| South Korea (Gaon)      | 188    |

## Giải thưởng
| Tên chương trình | Kênh | Ngày phát sóng       | Nguồn  |
| ---------------- | ---- | -------------------- | ------ |
| Show! Music Core | MBC  | 28 tháng 11 năm 2020 | [ 53 ] |
| Show! Music Core | MBC  | 5 tháng 12 năm 2020  | [ 54 ] |
| Inkigayo         | SBS  | 29 tháng 11 năm 2020 | [ 55 ] |
| Inkigayo         | SBS  | 6 tháng 12 năm 2020  | [ 56 ] |

| Giải thưởng               | Ngày                 | Nguồn  |
| ------------------------- | -------------------- | ------ |
| Mức độ phổ biến hàng tuần | 30 tháng 11 năm 2020 | [ 57 ] |
| Mức độ phổ biến hàng tuần | 7 tháng 12 năm 2020  | [ 57 ] |

## Lịch sử phát hành
| Quốc gia | Ngày                 | Định dạng                       | Hãng đĩa | Nguồn         |
| -------- | -------------------- | ------------------------------- | -------- | ------------- |
| Toàn cầu | 20 tháng 11 năm 2020 | Tải kỹ thuật số phát trực tuyến | Big Hit  | [ 3 ]         |
| Hoa Kỳ   | 20 tháng 11 năm 2020 | Đĩa than băng cassette          | Columbia | [ 58 ] [ 59 ] |